# Steremnia monachella
Steremnia monachella är en fjärilsart som beskrevs av Otto Thieme. Steremnia monachella ingår i släktet Steremnia och familjen praktfjärilar. Inga underarter finns listade i Catalogue of Life.